# Cecília Underwood
Cecília Underwood, 1.ª Duquesa de Inverness (nascida Cecilia Letitia Gore), (c. 1785 — Palácio de Kensington, 1 de agosto de 1873) foi a segunda esposa do Príncipe Augusto Frederico, Duque de Sussex, sexto filho de Jorge III do Reino Unido. Como o seu casamento não cumpria as normas do "Decreto de Casamentos Reais de 1772", sua união foi considerada ilegal aos olhos da lei e Cecília não recebeu o título de Duquesa de Sussex ou de Princesa. Apesar de tudo, a sua sobrinha, a Rainha Vitória, concedeu-lhe o título de Duquesa de Inverness a 10 de abril de 1840.

## Origens
A data de nascimento exacta de Cecilia não é conhecida, mas sabe-se que a futura duquesa nasceu por volta de 1785. O seu pai era Arthur Gore, 2.º Conde de Arran e a sua mãe era Elizabeth Underwood. Quando nasceu, recebeu o tratamento de Lady Cecilia Gore, um título de cortesia entregue às filhas de condes.

## Casamentos
Lady Cecilia casou-se pela primeira vez em 14 de maio de 1815 com sir George Buggin. Não nasceram filhos desta união e sir George morreu a 12 de abril de 1825.
Mais tarde, Cecilia casou-se com o príncipe Augusto Frederico, Duque de Sussex, sexto filho do rei Jorge III, no Grande Palácio de Cumberland, em Londres, no dia 2 de Maio de 1831. O duque de Sussex já se tinha casado em 1793 com Augusta Murray, mas a união foi anulada em 1794 por não cumprir as normas do Decreto de Casamentos Reais de 1772 que exigia que todos os membros da família real britânica pedissem autorização ao rei antes de se casarem. Contudo, esta segunda união também não cumpria esse requisito, o que fazia com que fosse ilegal.

## Duquesa de Inverness
Como o casamento não era considerado legal no Reino Unido, não lhe foi concedido o tratamento de Sua Alteza Real, a duquesa de Sussex. Em vez disso, Cecilia passou a utilizar o apelido "Underwood", que tinha sido o nome de solteira da sua mãe, e uma licença real permitiu que se passasse a chamar lady Cecilia Underwood. O casal vivia nos aposentos do duque no Palácio de Kensington.
Contudo, Lady Cecilia não era aceita como um membro completo da família real britânica. O protocolo severo impedia que Cecilia estivesse presente em funções de estado com outros membros da família real, já que não tinha permissão para se sentar do lado do marido devido à sua posição demasiado baixa. Para melhorar esta situação, a rainha Vitória concedeu-lhe o título de duquesa de Inverness por seu próprio direito, o que teria permitido que o título passasse a herdeiros masculinos, caso a duquesa tivesse tido algum. Em consequência, o seu marido também recebeu o título de conde de Inverness.
O duque de Sussex morreu no Palácio de Kensington e foi enterrado no cemitério de Kensal Green. A duquesa continuou a viver no palácio até à sua morte em agosto de 1873. Foi enterrada ao lado do marido.

## Títulos
- c. 1785 — maio de 1815: "Senhorita Cecilia Gore"
- Maio de 1815 — c. 1831: "Senhora Cecilia Buggin"
- c. 1831 — 10 de abril de 1840: "Senhora Cecilia Underwood"
- 10 de abril de 1840 — 1 de agosto de 1873: "Sua Graça, a Duquesa de Inverness"